# Волошка причорноморська
Волошка причорноморська, волошка іберійська (Centaurea iberica) — вид рослин з родини айстрових (Asteraceae), поширений у Європі й на південний схід до західних Гімалаїв.

## Опис
Дворічна рослина 30–50 см завдовжки. Стебло гіллясте. Сім'янка з чубком, який удвічі коротший від неї. Трава 20–100 см заввишки. Віночок від рожевого до фіолетового. Сім'янка сірувато-коричнева, еліпсоїдна, 3–4 мм. Зовнішні елементи папуса в декількох рядах, білі, щетинисті, до 2 мм; внутрішні елементи — ≈ 0.5 мм. 2n = 20.

## Поширення
Поширений у Європі, й на південний схід до західних Гімалаїв; натуралізований у США, Італії.
В Україні вид зростає на засмічених місцях, пасовищах, в садах, уздовж доріг — у Криму, зрідка в передгірній частині (Сімферополь) і на ПБК (Ялта, Алушта).